# Chiesa della Natività di Maria (Canal San Bovo)
La chiesa della Natività di Maria è la parrocchiale patronale di Ronco, frazione di Canal San Bovo, in Trentino. Appartiene alla zona pastorale Valsugana - Primiero dell'arcidiocesi di Trento e risale al XVIII secolo.

## Storia

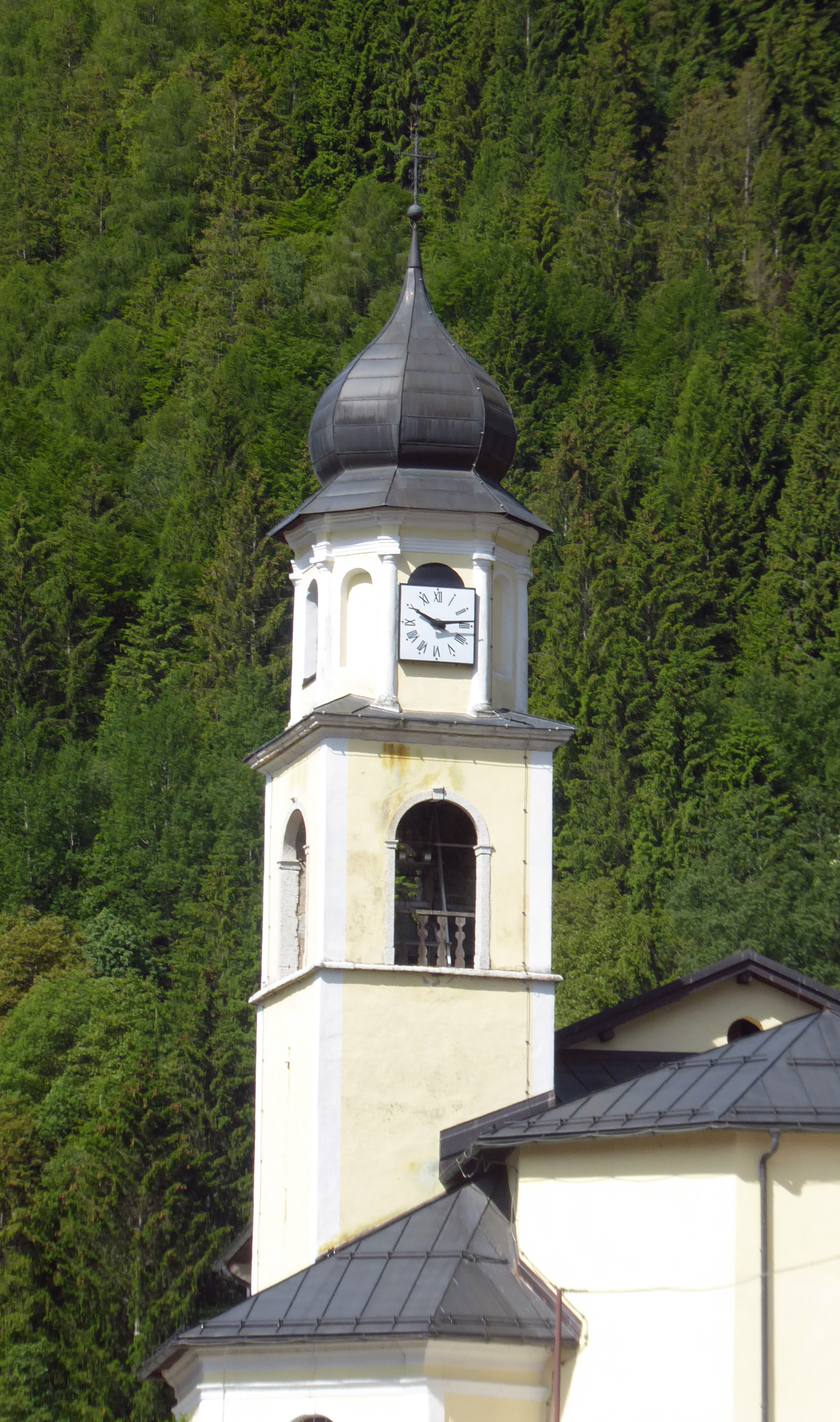
Campanile

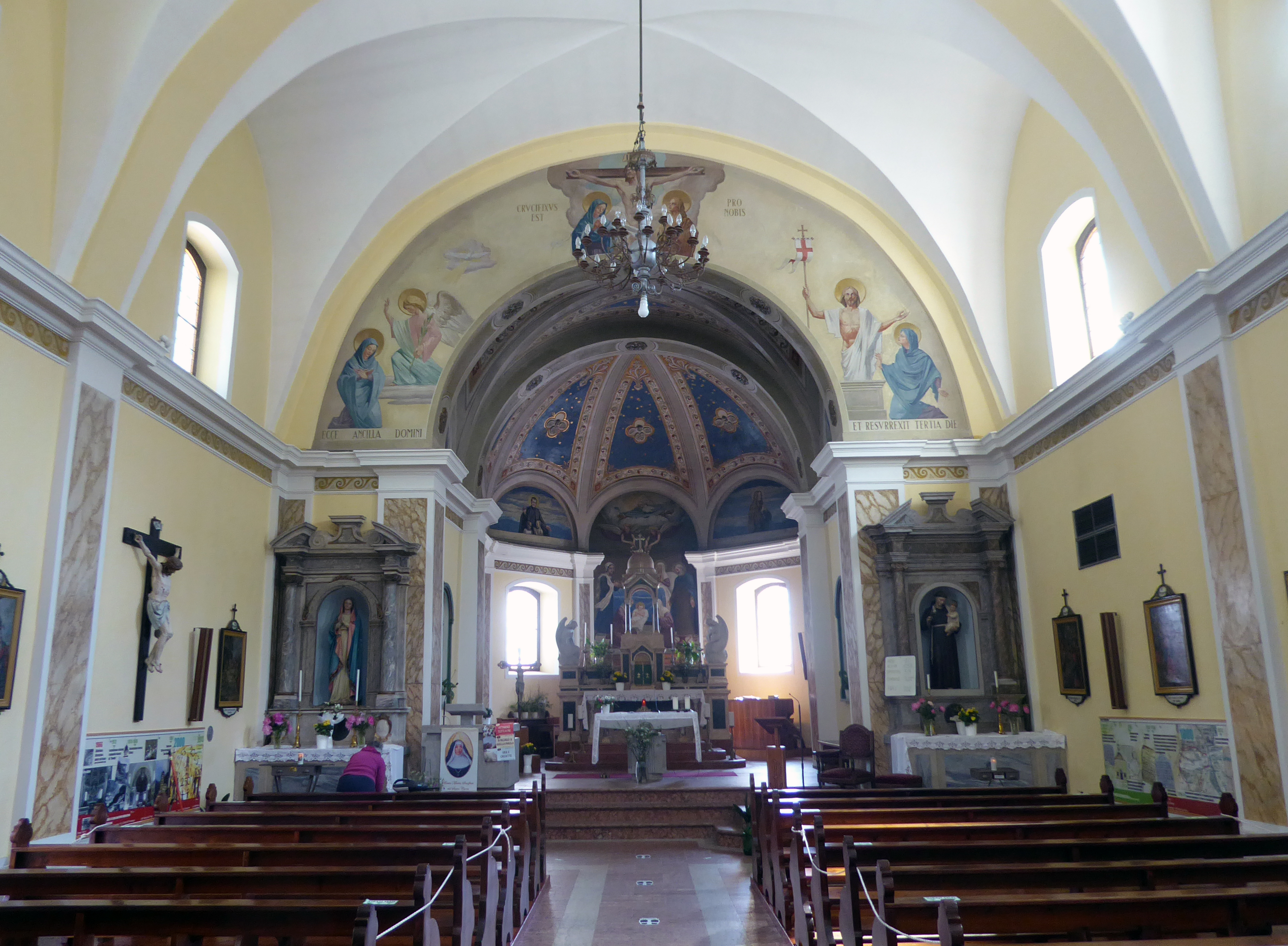
Interno

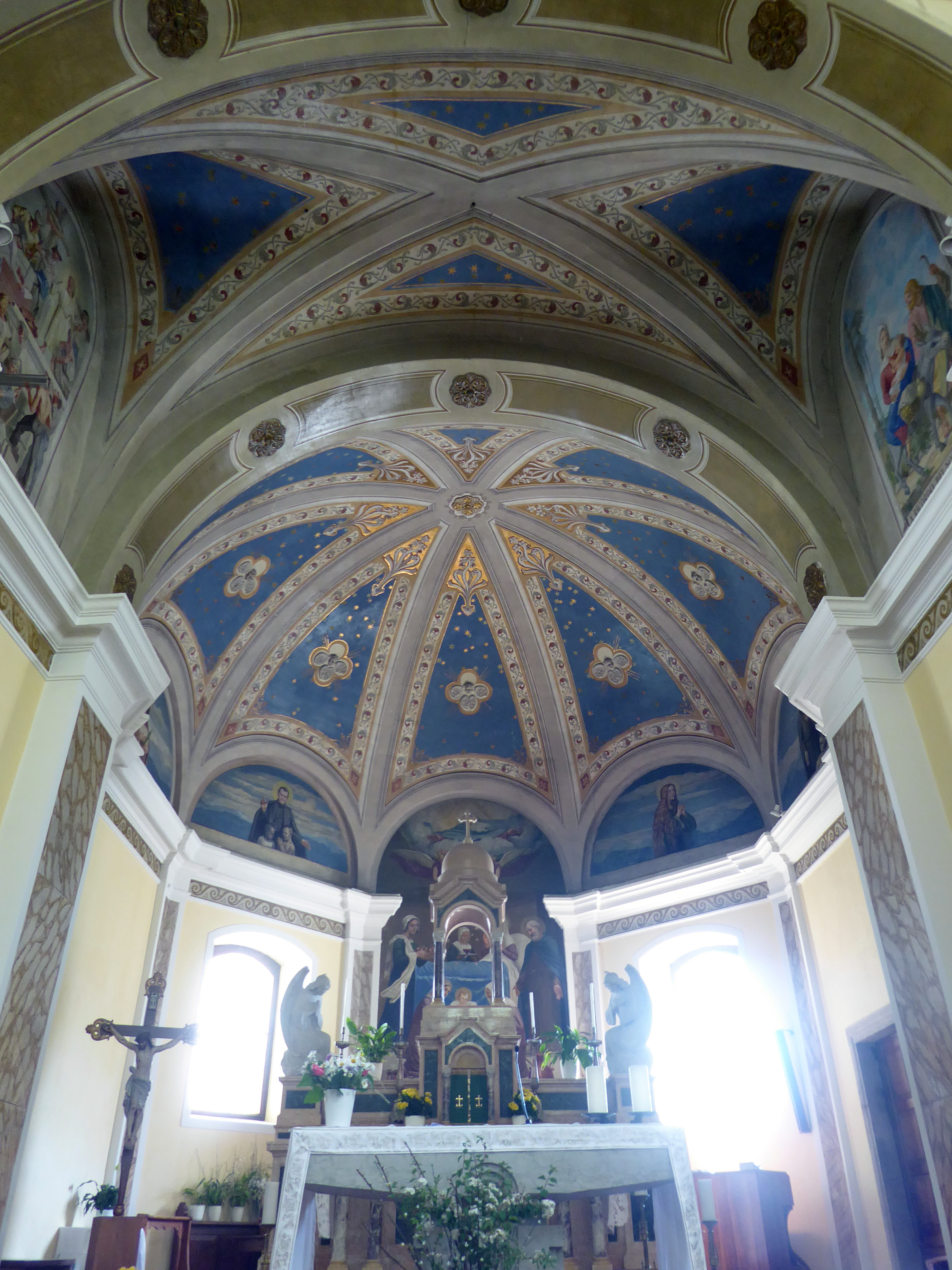
Presbiterio

L'edificio religioso venne eretto tra gli anni 1763 e 1766, e il giorno 8 settembre 1776 venne solennemente consacrato. Ottenne dignità curaziale di Canal San Bovo nel 1786 poi, nel 1813, divenne curazia indipendente legata alla pieve del Primiero.

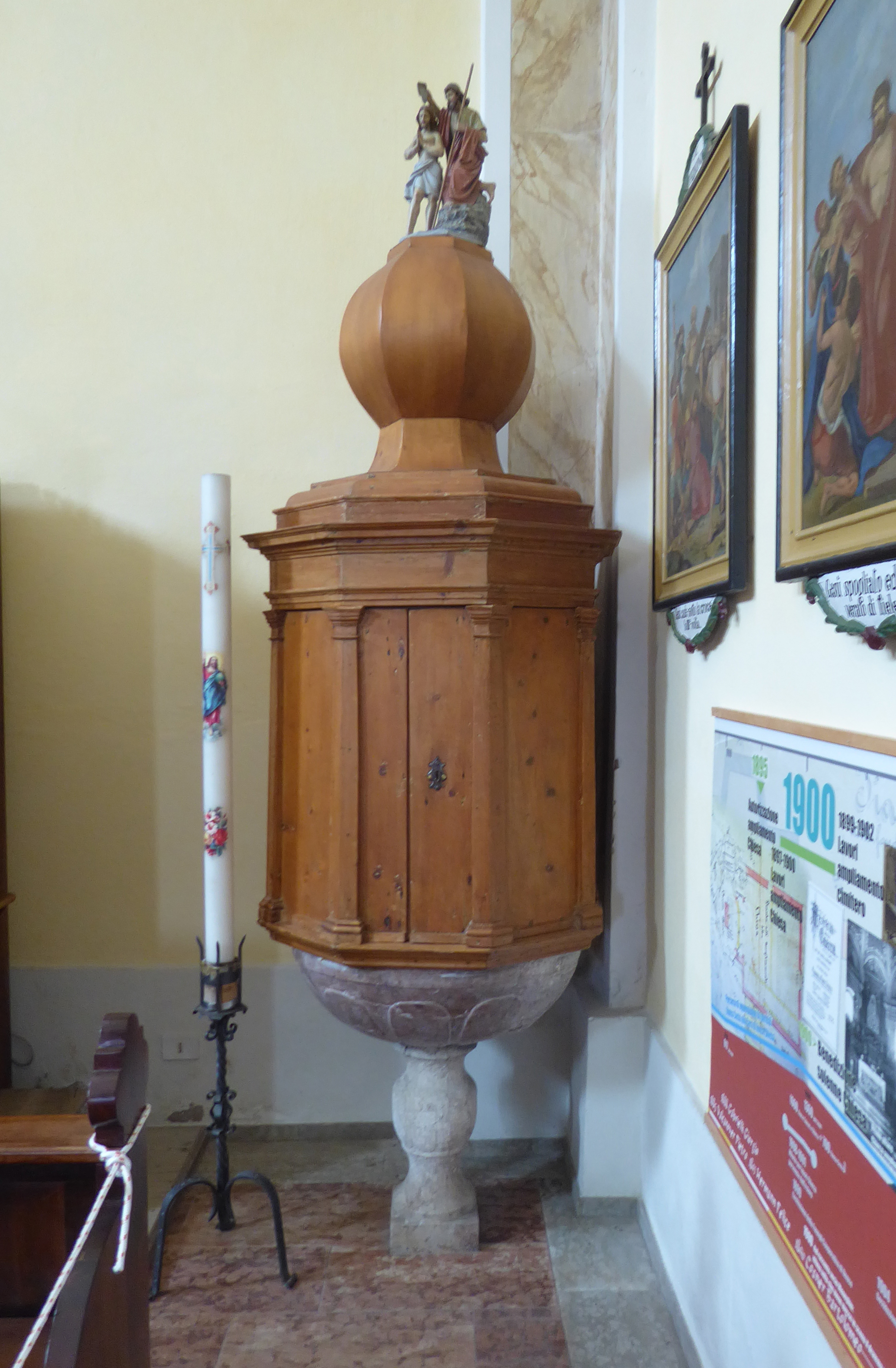
Fonte battesimale

Alla fine del XIX secolo fu necessario un importante lavoro di ricostruzione e l'8 settembre del 1900 venne nuovamente benedetta per essere consacrata con cerimonia solenne il 21 giugno 1910. Venne elevata a dignità di chiesa parrocchiale nel 1919. Tra il 1937 e il 1938 la parte absidale fu arricchita con decorazioni ad opera di Adolfo Mattielli. Nuove decorazioni vennero eseguite nella parte presbiteriale da Onke Perzolli nel 1957.
In seguito ad eventi sismici che colpirono anche il territorio di Canal San Bovo la volta della sala venne danneggiata e nel 1976 quindi fu necessario un intervento di restauro e messa in sicurezza, ultimato nel 1979. Negli ultimi anni del XX secolo vennero eseguiti nuovi lavori di restauro conservativo che interessarono le facciate, in particolare gli stucchi, la pavimentazione del sagrato e l'ammodernamento degli impianti. L'adeguamento liturgico venne realizzato nel decennio 1975-1985 ed ha carattere di stabilità.

## Descrizione

### Esterni
La chiesa si trova nel centro della frazione, in località Chiesa, e mostra un orientamento tradizionale verso est. Il prospetto principale classicheggiante è caratterizzato da un doppio ordine con paraste secondo lo stile ionico sormontati da un grande frontone triangolare. Il portale principale è architravato sormontato in asse da una grande finestra a trifora che porta luce nella sala e, al centro del frontone, si trova il grande oculo. La torre campanaria ha due celle sovrapposte che si aprono con finestre a monofora e la copertura apicale ha la forma di cipolla.

### Interni
La navata interna è unica con volta a botte e ripartita in tre navate. L'abside è poligonale ed è ciò che rimane dell'antica cappella del settecento dopo la ricostruzione dell'edificio.
L'altare laterale marmoreo a destra è dedicato a San Giuseppe mentre quello di sinistra, probabilmente posteriore, è dedicato alla Madonna. L'abside conserva un dipinto raffigurante la natività della Madonna. L'organo è del 1958 ed è stato costruito dalla ditta Mascioni.